# 克亞努米克鄉
47°15′00″N 24°10′00″E / 47.25°N 24.1667°E
克亞努米克鄉（羅馬尼亞語：Comuna Căianu Mic, Bistrița-Năsăud），是羅馬尼亞的鄉份，位於該國西北部，由比斯特里察-訥瑟烏德縣負責管轄，面積58平方公里，海拔高度283米，2007年人口4,045，人口密度每平方公里70人。